# Colonisation de Mercure

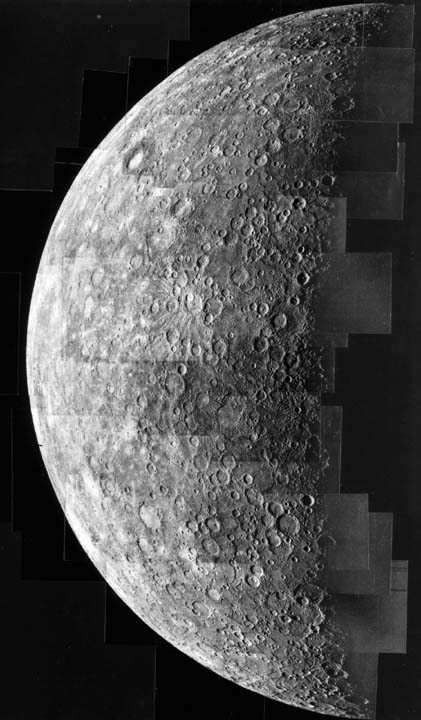
Image de Mercure prise par Mariner 10.

La colonisation de Mercure a été suggérée comme une étape possible de la colonisation du Système solaire interne, de même que celles de Mars, de Vénus, de la Lune et de la ceinture d'astéroïdes. Les colonies permanentes devraient sans doute se limiter aux régions polaires, à cause des températures extrêmes de la journée sur Mercure. Les excursions sur la partie nocturne de la planète devraient être possibles avec des mesures appropriées, particulièrement à cause de la rotation très lente de la planète et donc du déplacement très lent du terminateur. Elles devraient approcher les conditions polaires durant ces longues nuits.

## Avantages

### Similitudes avec la Lune
Tout comme la Lune, Mercure n'a pas d'atmosphère (seulement des traces insignifiantes). Elle est proche du Soleil et a une période de révolution autour de celui-ci relativement grande avec une inclinaison de son axe quasi nulle. À cause de ces similitudes, la colonisation de Mercure devrait se faire avec presque les mêmes technologies, semblables aux équipements de la colonisation de la Lune. Bruce Murray parle de Mercure comme une « Mini-Terre dans les habits de la Lune » (« A Mini-Earth in Moon's Clothing »).

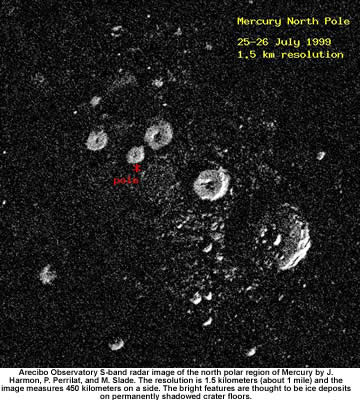
Image radar du pôle nord de Mercure.

### De la glace dans les cratères polaires
À cause de la proximité de la planète du Soleil, la température à la surface de Mercure s'élève à 700 K (426,85 °C). Cependant, les températures des régions polaires sont plus basses et il y aurait même des dépôts permanents de glace au fond des cratères qui ne sont jamais exposés au Soleil. Les régions polaires ne subissent pas les conditions extrêmes de températures auxquelles sont soumises les autres parties de la planète.

### Énergie solaire
Étant proche du Soleil, Mercure a de vastes quantités d'énergie disponible. La constante solaire à sa surface est de 9,13 kW/m2, soit 6,5 fois celle de la Terre ou de la Lune. Puisque l'inclinaison de son axe de rotation sur le plan de son orbite est très faible, approximativement 0,01 degré, il y a aussi la possibilité de pics de lumière éternelle, similaires à ceux de la Lune : points élevés situés près des pôles de la planète qui sont continuellement éclairés. Même s'ils n'existent pas, ceux-ci pourraient être construits artificiellement.
En 1986, C. R. Pellegrino et J. R. Powell proposèrent de couvrir Mercure avec des « fermes » d'électricité solaire, et de transférer celle-ci dans le but d'accomplir des voyages interstellaires, par la technique de la voile propulsée par pression de radiation d'un laser, ou d'un faisceau de lasers.
Une longue chaîne d'astéroïdes fut proposée[Par qui ?], en prenant ceux de la ceinture d'astéroïdes et en les mettant en orbite haute autour de Mercure. La force du vent solaire et de la constante solaire pourrait facilement dissocier l'eau.

### Ressources disponibles
Des calculs[Lesquels ?] affirment que le sol de Mercure comme celui de la Lune, pourrait contenir de l'hélium 3, qui pourrait devenir une source importante d'énergie nucléaire propre sur Terre et conduire à une future économie du Système solaire.
Des théories disent que la première couche de Mercure est riche en fer et en magnésium, avec une concentration de minerais utilisables plus élevée que sur les autres planètes du système solaire, et de façon très concentrée.
Le géologue Stephen Gillett a suggéré que cela ferait de Mercure un endroit idéal pour construire des voiles solaires, ces voiles pourraient être envoyées pliées de la surface de Mercure par une catapulte électromagnétique. Une fois dans l'espace, ces voiles seraient déployées. Puisque la constante solaire est 6,5 fois plus élevée sur Mercure que sur Terre, l'énergie pour la catapulte électromagnétique serait facile à trouver et à stocker, et les voiles solaires auraient 6,5 fois plus de poussée que si elles partaient de la Terre. Ceci fait de Mercure un des principaux tremplins pour trouver les matériaux, le matériel et pour développer les bâtiments qui serviront à terraformer Vénus.

### Une pesanteur importante
Mercure est plus grosse que la Lune, avec un diamètre de 4 879 km contre 3 476 km, et a une densité supérieure à cause de son important noyau de fer. Par conséquent, la gravité à la surface de Mercure est de 0,377 g, plus de deux fois celle de la Lune (0,1654 g) et égale à celle de Mars. Depuis que nous savons qu'il y a des conséquences sur la santé humaine liées à l'exposition prolongée à une faible pesanteur, de ce point de vue, Mercure pourrait être plus attrayante pour l'habitation humaine à long terme que la Lune.

## Difficultés
Le manque d'atmosphère substantielle, la proximité du Soleil, la longue durée du jour (176 jours terrestres), les éruptions solaires seraient les grands défis que devraient supporter de futurs colons humains. Une colonie permanente serait presque certainement limitée aux régions polaires, et quelques excursions provisoires vers l'équateur pourraient avoir lieu durant les longues nuits.
En dehors de la possibilité de glace aux pôles, il est peu probable que les éléments plus légers nécessaires à la vie existent sur la planète. Ceux-ci devraient être importés.
Mercure est aussi beaucoup plus proche du Soleil, ce qui exige une plus grande vitesse (delta-V) pour voyager de ou vers Mercure que ce qui est nécessaire pour les autres planètes, bien que dans le passé, un appui gravitationnel utilisant Vénus a été employé pour atteindre Mercure.

## Sources
- (en) Cet article est partiellement ou en totalité issu de l’article de Wikipédia en anglais intitulé « Colonization of Mercury » (voir la liste des auteurs).

## Compléments